# Supercoppa dei Paesi Bassi 2017
La Supercoppa dei Paesi Bassi 2017 (ufficialmente Johan Cruijff Schaal XIX) è stata la ventottesima edizione della Johan Cruijff Schaal.
Si è svolta il 5 agosto 2017 al De Kuip tra il Vitesse, vincitore della Coppa dei Paesi Bassi 2016-2017, e il Feyenoord, vincitore della Eredivisie 2016-2017.
Ad aggiudicarsi la vittoria finale è stato il Feyenoord, conquistando il trofeo per la terza volta nella sua storia.

## Partecipanti
| Squadre   | Qualificazione                                  | Partecipazioni precedenti (il grassetto indica la vittoria) |
| --------- | ----------------------------------------------- | ----------------------------------------------------------- |
| Feyenoord | Vincitore della Eredivisie 2016-2017            | 8 (1991, 1992, 1993, 1994, 1995, 1999, 2008, 2016)          |
| Vitesse   | Vincitore della Coppa dei Paesi Bassi 2016-2017 | Nessuna                                                     |

## Tabellino
| Arbitro: | Danny Makkelie |

|                                             |                      |                             |
| Toornstra 7’                                | Marcatori            | 58’ (rig.) Büttner          |
| van der Heijden Boëtius Toornstra Jørgensen | Tiri di rigore 4 – 2 | Matavž Rashica Foor Colkett |